# Dave Waddington
Dave Waddington (ur. 5 października 1952) – amerykański trójboista siłowy i strongman.
Wymiary:
- wzrost 183 cm
- waga 138 kg
- biceps 53 cm
- udo ? cm
- klatka piersiowa 142 cm.

Rekordy życiowe:
- przysiad ? kg
- wyciskanie ? kg
- martwy ciąg ? kg

## Osiągnięcia strongman
- 1981
  - 3. miejsce – Mistrzostwa Świata Strongman 1981
- 1982
  - 7. miejsce – Mistrzostwa Świata Strongman 1982
- 1984
  - 4. miejsce – Mistrzostwa Świata Strongman 1984